# Chania
Hania (în greacă Χανιά - Hania) este al doilea oraș ca mărime din Creta, Grecia și capitala prefecturii cu același nume.
A fost vechea capitală a insulei în perioada venețiană până la cucerirea turcă.
Aici există un aeroport internațional (cod CHQ) numit după Daskalogiannis, un erou maltratat de către turci în secolul XIX.

## Personalități născute aici
- Nana Mouskouri (n. 1934), cântăreață greacă.